# Sipos Pál (matematikus)

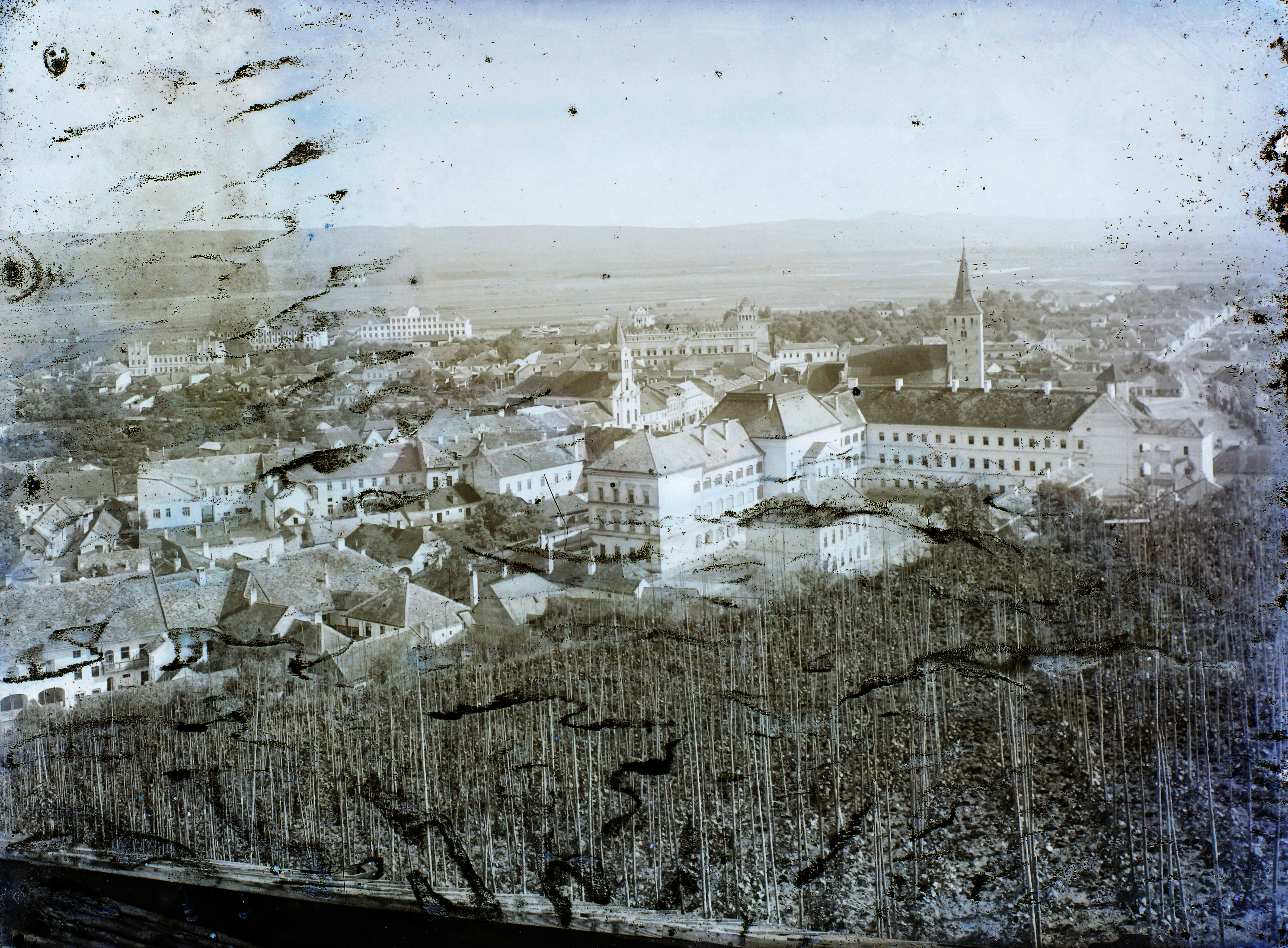
Nagyenyed látképe, jobbra a nagyenyedi Bethlen Gábor Kollégium, mögötte a vártemplom, balra a katolikus templom 1907-ben. Sipos Pál 1775-től 1782-ig Nagyenyeden tanult

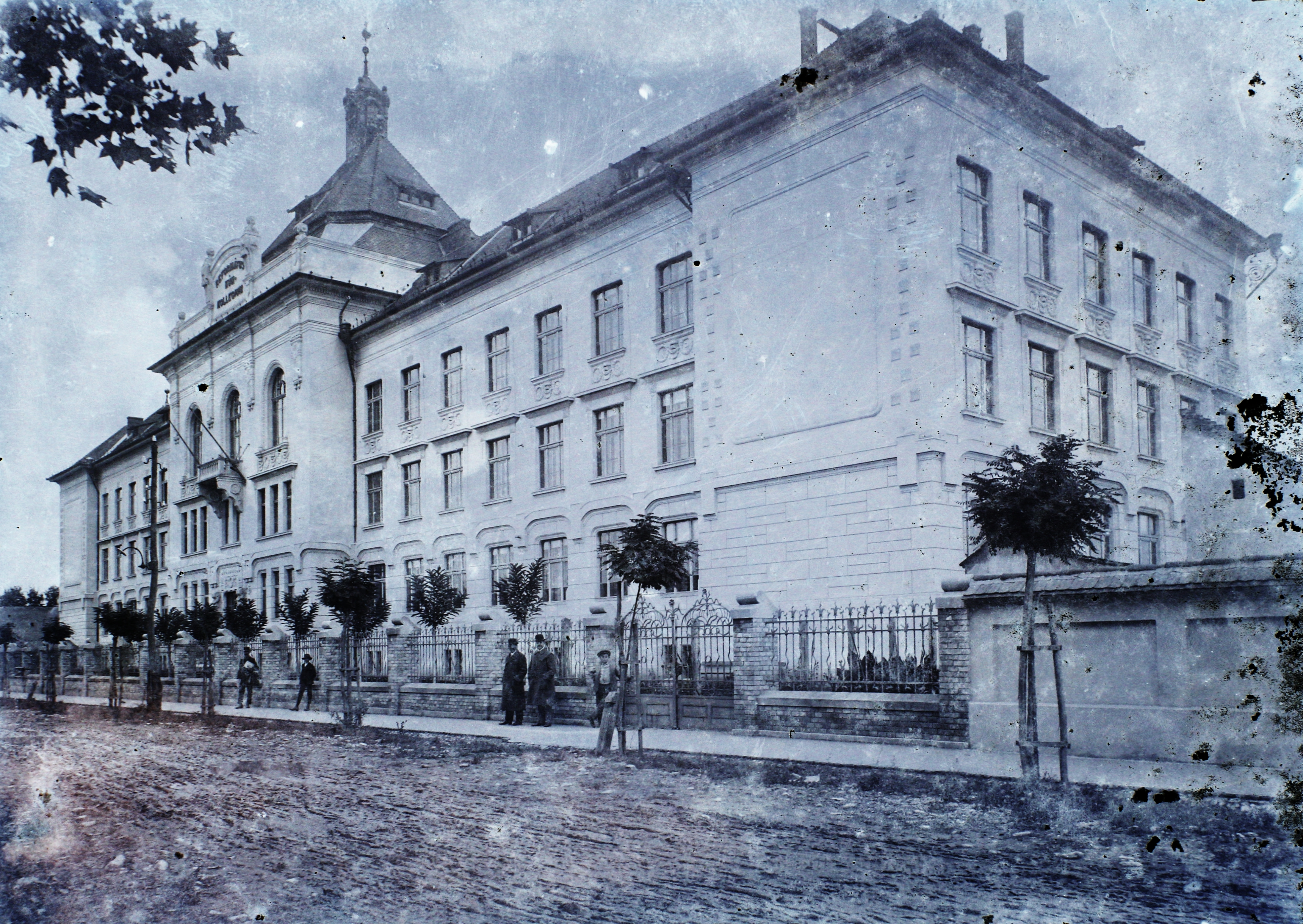
Sipos Pál 1783-tól 1787-ig akadémiai rektor volt a szászvárosi református iskolában.

Sipos Pál (Nagyenyed, 1759. október 16. – Szászváros, 1816. szeptember 15.) református lelkész, filozófiai író, matematikus, tanár.

## Élete
Református szülők gyermeke, édesapja Sipos Sámuel szűcsmester, édesanyja Kovács Katalin. Nemesi előneve Márkosfalvi volt, de ő nem használta. Családjában a szűcsmesterség apáról fiúra szállt. Ezt a láncot Sipos Pál szakította meg. 1775-től Nagyenyeden tanult, hamar kitűnt társai közül éles eszével. 1775-ben került Zabolai Kovács József matematika és bölcsészprofesszor keze alá, ekkor vetette meg annak a tudásnak az alapjait, melynek későbbi munkái köszönhetőek. (Zabolai Kovács József Baselben Bernoulli Jánostól tanult matematikát és Bernoulli Dánieltől fizikát, Párizsban pedig kapcsolatba került többek között Clairautval is.).
A kiválóan tanuló Sipos egy ideig a Teleki-család házi nevelője, 1783-tól 1787-ig akadémiai rektor volt a szászvárosi református iskolában. 1787-től 1791-ig a gróf Teleki Józsefnél nevelő Szirákon. Ifjú Teleki József gróf nevelőjeként rendelkezésére állt a gróf hatalmas, jelentős matematikai műveket is tartalmazó könyvtára. Az ifjú gróf apja, maga is kitűnő matematikus, Bernoulli Dániel és Clairaut magántanítványaként nyerte ilyen irányú ismereteit. Az ő segítségével vált lehetővé Sipos külföldi tanulmányútja 1791-től 1797-ig Frankfurt an der Oderban, Göttingenben, majd Bécsben tanult.
1798. november 25-től újra átvette a szászvárosi iskola vezetését, most már „rectorprofessor” címmel. 1805. november 12-étől matematikát tanított a sárospataki református kollégiumban. Itteni tanárkodása idején Kazinczy Ferenccel szoros baráti viszonyban élt, aki őt hol személyesen, hol leveleivel sűrűn meglátogatta és vele később is egész haláláig sűrű levelezésben állt. (Fizetése: 510 forint, 20 mérő rozs, 5 mérő búza, 5 hordó bor, két szekér széna és szabad lakás volt.) Mint tanár gyenge sikerrel működött, ezért tanári állását 1810. augusztus 6-án a Szászváros közelében fekvő Tordos lelkészi állomásával cserélte fel, ahol haláláig működött.
Anyanyelvén kívül tudott görögül, deákul, franciául és németül. 
A berlini tudományos akadémia által 1795-ben kiadott és aranyéremmel jutalmazott matematikai dolgozata alapozta meg hírnevét. Ő az első aranyérmes magyar matematikus. Megalkotta az ellipszis kerületének meghatározására ma is kiváló közelítő szerkesztési eljárást, és a körív tetszőleges arányban történő felosztására alkalmas izométernek nevezett, kagylóhéj-görbe (kochleoid) élű vonalzót. Magyarországon először ő használta szögmérésre a negyedkör tízes rendszerű törtrészeit,  trigonometrikus táblájának szerkezete a maga nemében páratlan. 1810-ben kitűnő matematikai tantervet készített a sárospataki református kollégiumnak.
Filozófusként Kant és Fichte követője. Az 1810-es években egy tudós társaság létrehozásán is munkálkodott, barátaival, gróf Gyulay Lajossal, Döbrentei Gáborral, Buczy Emillel közösen. Foglalkozott szépirodalommal is, számos alkalmi verse ismeretes. Életművét legrészletesebben Jelitai József dolgozta fel.

## Munkái
- Venustól Minervának önként által engedett arany alma. Az az Mélt. gróf Széki Teleki László urfi mint vőlegény és Mélt. gróf Teleki Mária kisasszony mint meny-asszony fényes menyegzőjöknek alkalmatosságával készíttetett magyar versek, meljekben együgyű tiszteletét bé ajánlani kivánta Szirákon 1778. eszt. Sz. Mihály havának 8. napján. Pest
- Viro summe vener. Jo. Isaaco Ludov. Causse... praeceptori ad cineres usque colendo deplorati herois memoriam pie colenti lungentique hoc carmen recitatum in devotissimi gratissimique animi signum. 27. April 1793. Francofurti ad Viadrum
- Méltgs gróf Kis-Rhédei Rhédei Ádám urfi, Méltsgs. gróf Széki Teleki Mária kis-asszony mint vőlegény és menyasszony ő Nagyságoknak ajánlja 1795. sz. Mihály hav. 14. napján. Bécs (költ.)
- Beschreibung und Anwendung eines mathematischen Instruments für die Mechaniker, zur unmittelbaren Vergleichung der Circulbogen. Mit 7 Kupfertafeln (Berlin, 1796. Akadémiai értekezések közt 4rét 30 old.)
- Halotti beszéd a keresztyén gazdai hivatalról, néhai... Kóji Komáromy György urnak... végső tiszteletére. A Tiszán innen lévő...superintendentziának rendeléséhez képest magyar nyelven készítette és a s.-pataki ref. templomban elmondotta...Szent Jakab havának 12. napján 1807. eszt. Kassa
- Specimen novae tabulae trigonometricae ad compendium systematicae constructionis reductae. Posonii, 1807, táblarajzzal
- Halotti beszéd, a keresztyén vallásnak erejéről. Néh. tiszt. Porkoláb István úrnak végső tisztességtételére készítette és elmondta, 1809. eszt. Sárospatakon, 1809
- Az épségben megtartatott... melyet néhai... gróf toroczkó-szt.-györgyi Thoroczkay Terézia úr asszonynak, mélt. báró Naláczy József élete kedves párjának koporsóba tétele felett Bőjtmás hava 15. 1816. a bábolnai udvarház palotáján tartott. Kolozsvár, 1816
- Levelei Kazinczy Ferenczhez összesen 38 (Kazinczy Ferencz levelezése 1806. július 14-től 1816-ig IV.-XIV. köteteiben). Kazinczy Ferenc: Levelei Sipos Pálhoz. 1806-1816. Lipcse. 1846
- Sipos Pál: A keresztyén vallásnak és a világosodásnak együtt való terjedéséről. Kiadja, az előszót írta és a jegyzeteket szerkesztette Egyed Péter. Pro Philosophia. 2002. Kolozsvár–Szeged[1]

### Kéziratban
Discursiones philosophicae e lucubrationibus hybernis 1813.; Der Gang der Religion im Fortschritte der Zeit philosophisch betrachtet; Summarische Deduction der menschlichen Bestimmung, 1814

## Emlékezete
- Albertfalván utcát neveztek el róla.

- Kazinczy Ferenc verset írt hozzá Prof. Sípos Pálhoz címmel.

- Tordoson 2016-ban emléktáblát lepleztek le halála 200. évfordulóján.[2]